# مدخل إلى الإنتروبيا
في الديناميكا الحرارية، الإنتروبيا هي كمية عددية تُظهر أن العديد من العمليات الفيزيائية يمكن أن تسير في اتجاه واحد فقط في الوقت المناسب. على سبيل المثال، يمكنك صب الكريمة في القهوة وخلطها، لكن لا يمكنك "فك خلطها"؛ يمكنك حرق قطعة من الخشب، لكن لا يمكنك "استعادتها". دخلت كلمة "إنتروبيا" في الاستخدام الشائع للإشارة إلى الافتقار إلى النظام أو القدرة على التنبؤ، أو الانحدار التدريجي إلى الفوضى. يشير التفسير الأكثر فيزيائية للإنتروبيا الديناميكية الحرارية إلى انتشار الطاقة أو المادة، أو إلى مدى وتنوع الحركة المجهرية.
إذا قمت بعكس الفيلم عن خلط القهوة أو حرق الخشب، فسترى أشياء مستحيلة في العالم الحقيقي. هناك طريقة أخرى للقول بأن هذه العمليات العكسية مستحيلة وهي القول إن خلط القهوة وحرق الأخشاب "لا رجوع فيه". يوصف عدم الرجوع بقانون مهم للطبيعة يعرف بالقانون الثاني للديناميكا الحرارية، والذي ينص على أنه في نظام معزول (نظام غير متصل بأي نظام آخر) يخضع للتغيير، تزداد الإنتروبيا بمرور الزمن.
لا تزيد الإنتروبيا إلى أجل غير مسمى. سيصل جسم المادة والإشعاع في النهاية إلى حالة غير متغيرة، مع عدم وجود تدفقات يمكن اكتشافها، ويقال بعد ذلك أنه في حالة توازن ديناميكي حراري. إن الإنتروبيا الديناميكية الحرارية لها قيمة محددة لمثل هذا الجسم وهي في أقصى قيمتها. عندما يتم تجميع أجسام المادة أو الإشعاع، في حالاتها الخاصة من التوازن الديناميكي الحراري الداخلي، معًا بحيث تتفاعل بشكل وثيق وتصل إلى توازن مفصلي جديد، عندئذٍ تزداد إنتروبيتها الكلية. على سبيل المثال، كوب من الماء الدافئ به مكعب ثلج سيكون له إنتروبيا أقل من ذلك النظام نفسه في وقت لاحق عندما يذوب الجليد تاركًا كوبًا من الماء البارد. هذه العمليات لا رجعة فيها: لن يتشكل مكعب ثلج في كوب من الماء الدافئ تلقائيًا من كوب من الماء البارد. بعض العمليات في الطبيعة قابلة للعكس تقريبًا. على سبيل المثال، قد يُنظر إلى دوران الكواكب حول الشمس على أنه قابل للعكس عمليًا: فيلم الكواكب التي تدور حول الشمس والتي تدور في الاتجاه المعاكس لن يبدو مستحيلًا.
في حين أن القانون الثاني، والديناميكا الحرارية بشكل عام، دقيقان في تنبؤاتهم للتفاعلات الحميمة للأنظمة الفيزيائية المعقدة، فإن العلماء لا يكتفون بمعرفة كيف يتصرف النظام فحسب، لكنهم يريدون أيضًا معرفة سبب تصرفه بالطريقة التي يتصرف بها. السؤال عن سبب زيادة الإنتروبيا حتى الوصول إلى التوازن تمت الإجابة عليه بنجاح كبير في عام 1877 من قبل عالم مشهور يُدعى لودفيغ بولتزمان. تُعرف النظرية التي طورها بولتزمان وآخرون باسم الميكانيكا الإحصائية. الميكانيكا الإحصائية هي نظرية فيزيائية تشرح الديناميكا الحرارية من حيث السلوك الإحصائي للذرات والجزيئات التي يتكون منها النظام. لا تشرح النظرية الديناميكا الحرارية فحسب، بل تشرح أيضًا مجموعة من الظواهر الأخرى التي تقع خارج نطاق الديناميكا الحرارية.